# Jürgen Rudigier
 Jürgen Rudigier (* 1945) ist ein deutscher Chirurg für Unfallchirurgie und Handchirurgie. Er war Gründer und Leiter des Traumatologischen Zentrums am Ortenau-Klinikum Offenburg-Gengenbach.

## Werdegang
Nach dem Abitur in Konstanz, wo sein Vater am Technikum unterrichtete, studierte der Sohn des späteren Gründungsrektors der Offenburger Fachhochschule, Helmut Rudigier, in Freiburg Medizin und promovierte mit „summa cum laude“. Danach war er ein Jahr  an der St. Josefsklinik in Offenburg tätig. Seine chirurgische Facharztausbildung absolvierte er am Universitätsklinikum Mainz. Dort arbeitete er fünf Jahre in der Unfallchirurgie, acht Jahre als Oberarzt. 1981 wurde er in Mainz habilitiert.
Rudigier ist Spezialist für Handchirurgie und Fachautor eines Standardwerks zur Handchirurgie, das in 5. Auflage erscheint. 1989 kam er nach Offenburg und baute als Chefarzt der Unfallchirurgie am Ortenau Klinikum Offenburg-Gengenbach das Traumatologische Zentrum auf. Er etablierte dort die Wirbelsäulenchirurgie und führte, seinem Spezialgebiet entsprechend, die Handchirurgie ein, wo bis heute selbst schwere Verletzungen bis hin zur Abtrennung der Hand behandelt werden. Außerdem beschäftigte er sich mit der Ausbildung und der Förderung des medizinischen Nachwuchses. Rudigier ist verheiratet und hat drei Kinder.

## Tätigkeit
Der Chirurg Jürgen Rudigier war Gründer und Chefarzt des Traumatologischen Zentrums am Ortenau Klinikum Offenburg-Gengenbach. 23 Jahre  war er im Offenburger Klinikum als Leiter der Traumatologie tätig. Unter Rudigiers Leitung kamen auch die Endoprothetik des Sprunggelenkes und die Fußchirurgie zur Abteilung für Traumatologie hinzu. Unter seiner Leitung wurden Re-Implantionen von Gliedmaßen durchgeführt.
Rudigier war ab 2003 stellvertretender Ärztlicher Direktor und ab 2008 für drei Jahre Ärztlicher Direktor des Klinikums.

## Publikationen
- Kurz gefasste Handchirurgie: Klinik und Praxis. Thieme Verlag Stuttgart 2006, ISBN 3-13-126425-X
- Zusammen mit Haruo Tsuji: Chirurgischer Atlas der Lendenwirbelsäule. Hippokrates Verlag 1996, ISBN 3-7773-0987-7
- Schultergürtel, Oberarm und Ellenbogen. Band 1, Hippokrates Verlag 1995, ISBN 3-7773-0953-2